# De Kassière
Pour plus de détails, voir Fiche technique et Distribution.
De Kassière est un film dramatique néerlandais, réalisé par Ben Verbong, sorti en 1989.
Le film a également été diffusé avec le titre international Lily Was Here et une chanson — Lily Was Here —, extraite de sa bande sonore et interprétée par Candy Dulfer et Dave Stewart, a été éditée en single.

## Fiche technique
Sauf indication contraire, les informations mentionnées dans cette section peuvent être confirmées par la base de données cinématographiques IMDb,  présente dans la section « Liens externes ».
- Titre  : De Kassière
- Titre international : Lily Was Here
- Réalisation : Ben Verbong
- Scénario : Willem-Jan Otten, Sytze Van Der Laan, Ben Verbong
- Casting : Hans Kemna
- Direction artistique : Dorus van der Linden
- Costumes : Yan Tax
- Photographie : Lex Wertwijn
- Montage : Ton de Graaff
- Musique : Candy Dulfer, David A. Stewart
- Production : Haig Balian, Chris Brouwer
- Société de production : Movies Film Productions
- Société de distribution : Lenox Films Europe, Meteor Film Productions
- Pays d'origine :  Pays-Bas
- Langue : Néerlandais
- Format : Couleurs - 2,35:1 - DTS / Dolby Digital - 35 mm
- Genre : Drame, thriller
- Durée : 111 minutes (1 h 51)
- Dates de sorties en salles :
  -  Pays-Bas : 10 juin 1989

## Distribution
- Marion van Thijn : Lily
- Thom Hoffman : Arend
- Coen van Vrijberghe de Coning : Ted
- Truus te Selle : la mère de Lily
- Con Meyer : Sjaak
- Monique van de Ven : Conny, la sage-femme
- Jeroen Planting : Inspecteur Wester
- Hans Kesting : Piccolo
- Hans Kesting : Emile